# Laasdorf (Gemeinde St. Veit an der Glan)
Laasdorf (im 19. Jahrhundert auch Lasdorf) ist eine Ortschaft in der Gemeinde St. Veit an der Glan im Bezirk Sankt Veit an der Glan in Kärnten, in Österreich. Die Ortschaft hat 6 Einwohner (Stand 1. Jänner 2024). Die Ortschaft liegt zur Gänze auf dem Gebiet der Katastralgemeinde Tanzenberg.

## Lage

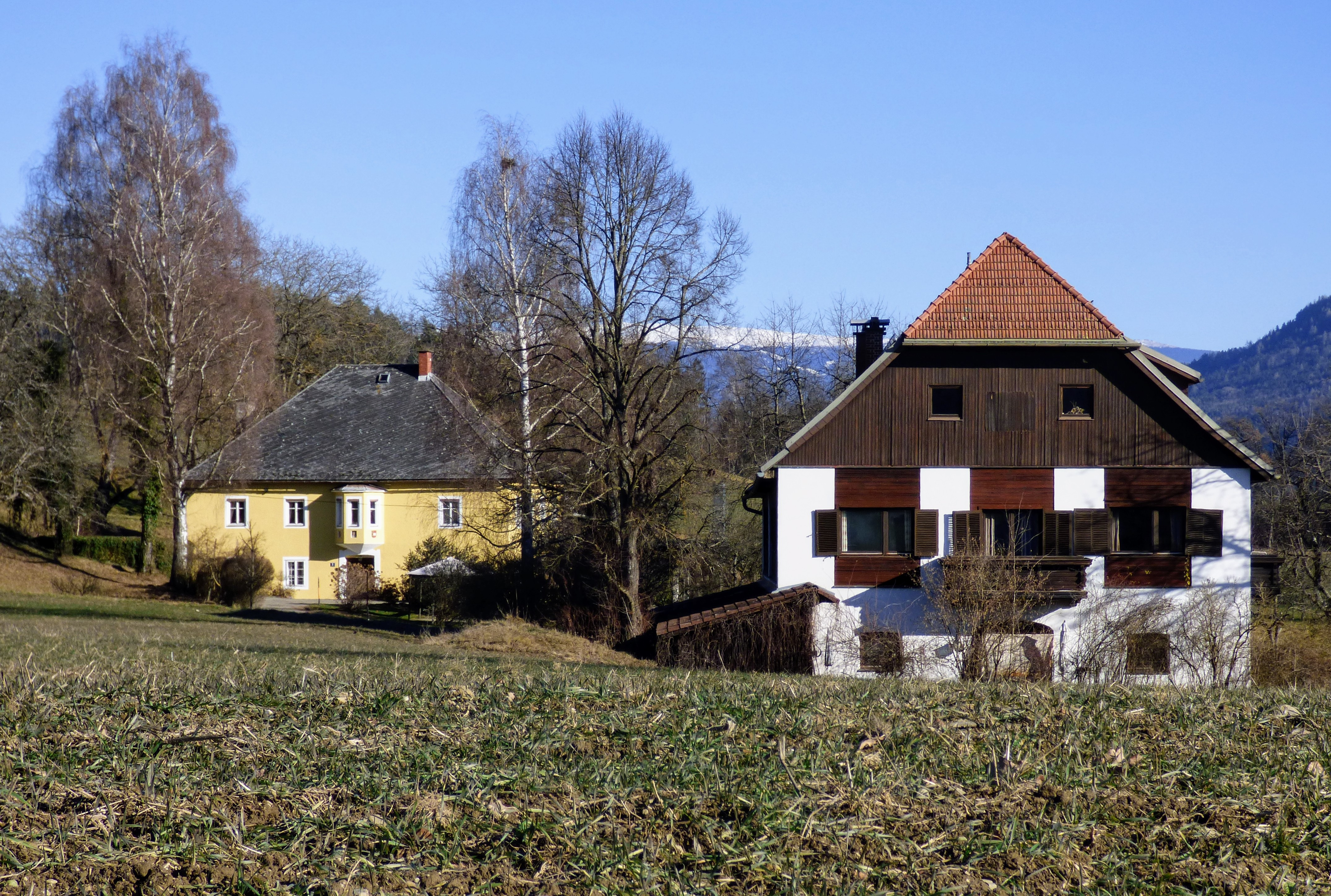
Laasdorf von Westen

Die Ortschaft liegt im äußersten Süden des Bezirks Sankt Veit an der Glan, am Südhang des Tanzenbergs, westlich des Zollfelds, wenige hundert Meter südwestlich des Schlosses Tanzenberg und nordöstlich von Möderndorf.

## Geschichte
In der Steuergemeinde Tanzenberg liegend, gehörte der Ort in der ersten Hälfte des 19. Jahrhunderts zum Steuerbezirk Tanzenberg. Bei Bildung der Ortsgemeinden im Zuge der Reformen nach der Revolution 1848/49 kam Laasdorf an die Gemeinde Hörzendorf (die zunächst unter dem Namen Gemeinde Karlsberg geführt wurde), 1972 an die Gemeinde Sankt Veit an der Glan.

## Bevölkerungsentwicklung
Für die Ortschaft ermittelte man folgende Einwohnerzahlen:
- 1869: 3 Häuser, 22 Einwohner[3]
- 1880: 3 Häuser, 27 Einwohner[4]
- 1890: 3 Häuser, 23 Einwohner[5]
- 1900: 3 Häuser, 20 Einwohner[6]
- 1910: 4 Häuser, 9 Einwohner[7]
- 1923: 3 Häuser, 14 Einwohner[8]
- 1934: 12 Einwohner[9]
- 1961: 2 Häuser, 9 Einwohner[10]
- 2001: 4 Gebäude (davon 4 mit Hauptwohnsitz) mit 4 Wohnungen; 7 Einwohner und 1 Nebenwohnsitzfall; 4 Haushalte; 0 Arbeitsstätten, 0 land- und forstwirtschaftliche Betriebe[11]
- 2011: 4 Gebäude, 5 Einwohner, 3 Haushalte, 1 Arbeitsstätte[12]
- 2021: 4 Gebäude, 3 Einwohner, 4 Haushalte, 1 Arbeitsstätte[13]